# Popovci (Pakrác)
Popovci (1900-ig Popovac, 1910-től 1981-ig Popovac Zabrdski) falu Horvátországban Pozsega-Szlavónia megyében. Közigazgatásilag Pakráchoz tartozik.

## Fekvése
Pozsegától légvonalban 25, közúton 32 km-re északnyugatra, községközpontjától légvonalban 18, közúton 21 km-re északkeletre, Nyugat-Szlavóniában, a Papuk-hegység déli részén fekszik.

## Története
A település török uralom idején keletkezett, amikor Boszniából érkezett pravoszláv vlachok betelepültek be ide. Első írásos említése 1698-ban „Popovczy” alakban 5 portával a török uralom alól felszabadított települések összeírásában történt.
A 17. század végétől a török kiűzése után a területre folyamatosan telepítették be a keresztény lakosságot. Az első katonai felmérés térképén „Dorf Popovacz” néven találjuk. Lipszky János 1808-ban Budán kiadott repertóriumában „Popovacz” néven szerepel. Nagy Lajos 1829-ben kiadott művében „Popovacz” néven összesen 18 házzal és 171 ortodox vallású lakossal találjuk.
1857-ben 160, 1910-ben 159 lakosa volt. 1910-ben a népszámlálás adatai szerint csaknem teljes lakossága szerb anyanyelvű volt. Pozsega vármegye Pakráci járásának része volt. Az első világháború után 1918-ban az új szerb-horvát-szlovén állam, majd később (1929-ben) Jugoszlávia része lett. 1991-ben csaknem teljes lakossága szerb nemzetiségű volt. A délszláv háború idején kezdettől fogva szerb ellenőrzés alatt volt. A horvát hadsereg 136. szalatnai dandárjának alakulatai az Orkan ’91 hadművelet második szakaszában 1991. december 25-én foglalták vissza. Szerb lakossága nagyrészt elmenekült. Véglegesen 1995 májusában a Villám hadművelettel került horvát kézre az akkor már lakatlan falu. 2011-ben mindössze 10 állandó lakosa volt.

## Lakossága
| Lakosság változása | Lakosság változása | Lakosság változása | Lakosság változása | Lakosság változása | Lakosság változása | Lakosság változása | Lakosság változása | Lakosság változása | Lakosság változása | Lakosság változása | Lakosság változása | Lakosság változása | Lakosság változása | Lakosság változása | Lakosság változása |
| ------------------ | ------------------ | ------------------ | ------------------ | ------------------ | ------------------ | ------------------ | ------------------ | ------------------ | ------------------ | ------------------ | ------------------ | ------------------ | ------------------ | ------------------ | ------------------ |
| 1857               | 1869               | 1880               | 1890               | 1900               | 1910               | 1921               | 1931               | 1948               | 1953               | 1961               | 1971               | 1981               | 1991               | 2001               | 2011               |
| 160                | 157                | 132                | 131                | 143                | 159                | 155                | 174                | 160                | 167                | 135                | 110                | 98                 | 68                 | 7                  | 10                 |